# Kyoketsu shōge

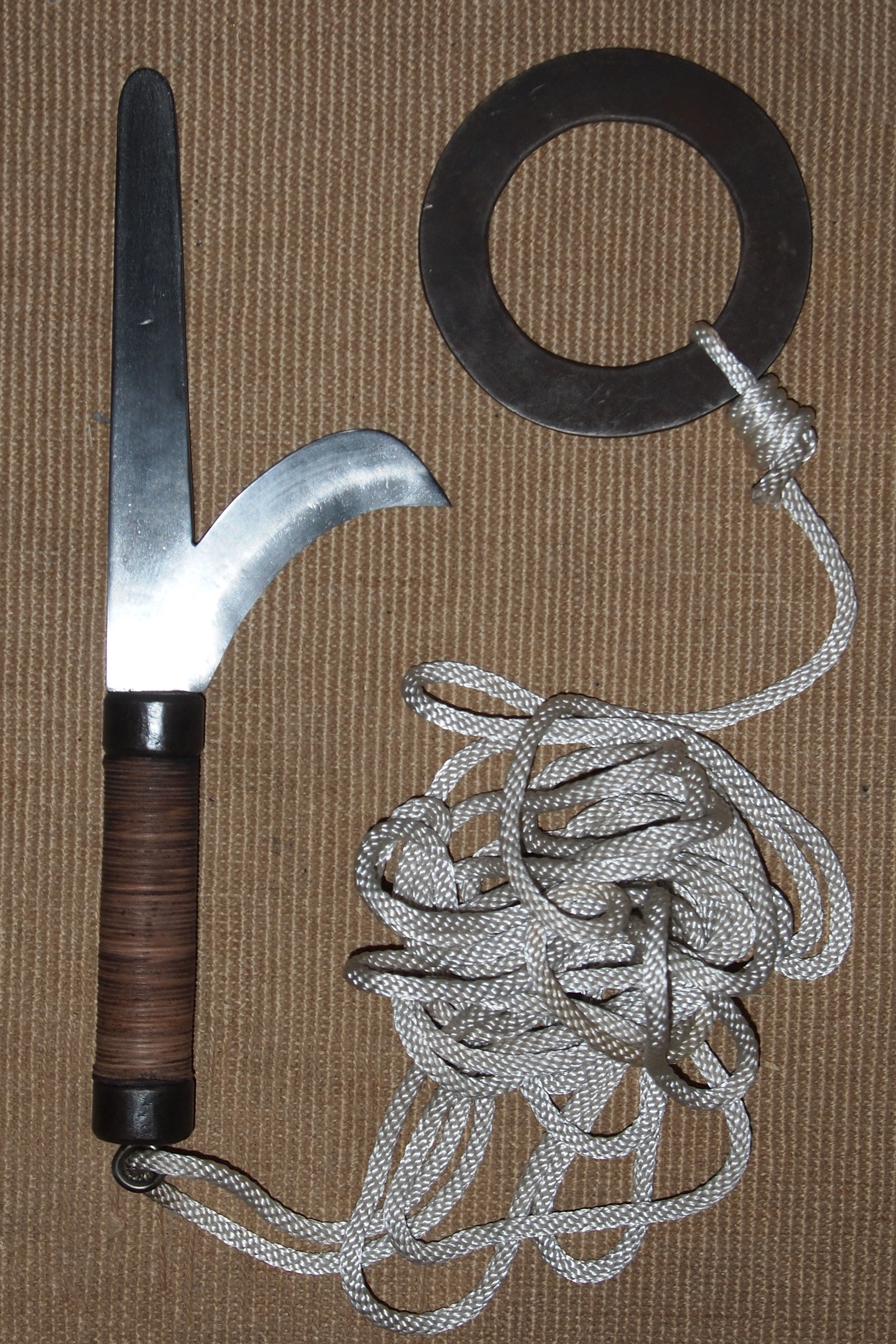
Kyoketsu-shoge

Il kyoketsu shōge (距跋渉毛? letteralmente "correre intorno per i campi e le montagne") è un'arma giapponese, formata da una lama a doppio taglio, con un'altra lama ricurva attaccata vicino all'elsa con un angolo di 45-60 gradi. La seconda lama è attaccata a una corda, catena o filo lungo da 30 a 45 centimetri, che termina poi con un grosso anello di metallo. Si pensa che si sia sviluppata prima del più conosciuto kusarigama (falce e catena) e, come quest'ultima, era un'arma dei ninja. Poiché costoro appartenevano solitamente alla classe contadina, non sorprende che la lama del kyoketsu-shoge fosse originariamente un attrezzo agricolo.
Usata quasi esclusivamente dai ninja, il kyoketsu-shoge aveva una moltitudine di applicazioni utili. La lama poteva essere usata per assestare colpi sia di taglio che di punta. La catena o la corda, talvolta fatta di capelli umani o di crine di cavallo per la forza e la resilienza, poteva essere usata per scalare, bloccare o legare un nemico e molti altri usi simili. La lunga gittata dell'arma combinava uno strumento da taglio insieme alla capacità di colpire o intrappolare un nemico a quella che l'utilizzatore percepiva come una distanza "sicura". Quando l'utilizzatore era abile con quest'arma, essa poteva essere usata per bloccare una spada e strapparla dalle mani dell'avversario rendendola inerme. La corda e l'anello del kyoketsu-shoge erano usati talvolta per avvolgere le gambe di un nemico e farlo inciampare.
Tipicamente l'anello rotondo era piatto, ma rotondo nella sezione trasversale per consentire una presa più ferma e solida nonché per avere uno spessore maggiore contro i fendenti di taglio, dal momento che l'anello era usato anche per colpire e parare. Questo strumento si usava anche come ausilio per le scalate e, a tal fine, poteva essere lanciato e sganciato a forma di V.